# لغة مصطنعة
اللغة المصطنعة هي لغة اخترعها شخص أو مجموعة من الأشخاص اصطناعياً لغاية معينة بدلاً من تكونها كجزء من ثقافة مثل اللغات الطبيعية. اللغة المصطنعة قد تشابه اللغات الطبيعية أو قد تحتوي على شكل ونحو يختلفان تماماً عما يوجد في اللغات الطبيعية.
تختلف اللغات الممنهجة عن أنواع أخرى من اللغات المصطنعة، مثل اللغات الشكلية ولغات البرمجة، بأنها تخصص للتداول بين الناس في كافة مجالات الحياة، وتحتوي على نحو يشابه نحو اللغات الطبيعية. هناك لغات ممنهجة أصبحت لغات طبيعية بعد أن اكتسبها أطفال وبدأوا يتعاملون معها كلغة أم.

## مخطط، مشيد، اصطناعي
تستخدم المصطلحات «مخطط» و «مبني» و «مصطنع» بشكل مختلف في بعض التقاليد. على سبيل المثال، يعتبر عدد قليل من المتحدثين في إنترلينجوا لغتهم مصطنعة، لأنهم يؤكدون أنها لا تحتوي على محتوى مبتكر: مفردات إنترلينجوا مأخوذة من مجموعة صغيرة من اللغات الطبيعية، وتستند قواعدها بشكل وثيق على هذه اللغات المصدر، حتى بما في ذلك درجة معينة من عدم انتظام. يفضل أنصارها وصف مفرداتها وقواعدها على أنها موحدة وليست مصطنعة أو مركبة. وبالمثل، فإن Latino sine flexione (LsF) هو تبسيط لللاتينية تمت إزالة الانحرافات منه. كما هو الحال مع إنترلينجوا، يفضل البعض وصف تطورها بأنه «تخطيط» بدلاً من «بناء». يتجنب بعض المتحدثين بالإسبرانتو والإسبرانتيدوس مصطلح «اللغة الاصطناعية» لأنهم ينكرون وجود أي شيء «غير طبيعي» في استخدام لغتهم في التواصل البشري.
على النقيض من ذلك، جادل بعض الفلاسفة بأن جميع اللغات البشرية تقليدية أو اصطناعية. على سبيل المثال، قال العملاق الخيالي لفرانسوا رابيليه، بانتاغرويل: «من إساءة استخدام المصطلحات أن نقول إن لدينا لغة طبيعية؛ فاللغات تتم من خلال مؤسسات تعسفية وتقاليد الشعوب: الأصوات، كما يقول الديالكتيكيون، لا تعني بشكل طبيعي، ولكن بشكل متقلب.»
علاوة على ذلك، يمكن اعتبار اللغات الخيالية أو التجريبية طبيعية إذا كانت تمثل لغات العالم الحقيقي. على سبيل المثال، إذا تم اشتقاق لغة كونلانغ طبيعية لاحقة من لغة أخرى (حقيقية أو مركبة)، فيجب أن تقلد العمليات الطبيعية للتغيير الصوتي والمعجمي والنحوي. على النقيض من لغات مثل إنترلينجوا، فإن اللغات الخيالية الطبيعية لا تهدف عادةً إلى التعلم أو التواصل السهل. وبالتالي، تميل اللغات الخيالية الطبيعية إلى أن تكون أكثر صعوبة وتعقيدًا. في حين أن إنترلينجوا لديها قواعد نحوية ونحو وقواعد أبسط من لغاتها المصدر (على الرغم من أنها أكثر تعقيدًا وغير منتظمة من الإسبرانتو أو أحفادها)، فإن اللغات الخيالية الطبيعية تحاكي عادةً سلوكيات اللغات الطبيعية مثل الأفعال والأسماء الشاذة والعمليات الصوتية المعقدة.

## أنواع اللغات المصطنعة
اللغات المصطنعة قد تكون:
- لغات ممنهجة: أي لغة تم إبداعها بقصد أن تشابه لغة طبيعية.
- لغة شكلية: أي لغة تستخدم للأبحاث المنطقية والرياضية.
- لغات البرمجة: أي لغات تم اختراعها لتسهيل برمجة الحواسيب.
- لغات شفرة: تستخدم للاتصال السري.

## غايات اللغات المصطنعة
الغايات من إبداع لغات ممنهجة تصير كما يلي:
- توفير لغة لتداول بين طوائف ذات لغات طبيعية مختلفة. تؤسس اللغات الممنهجة لهذه غاية على نحو قابل للتعليم السريع وغالبا ما تحتوي على الكلمات والقوالب النحوية المشتركة لجميع الطوائف المقصودة استخدام اللغة الممنهجة. من أشهر اللغات الممنهجة لهذه الغاية هي لغة إسبرانتو اخترعها اللغوي اليهودي البولندي لودفيغ أليعزر زامنهوف حول 1880 لتصير لغة الاتصال الدولي. أما اليوم فتعتبر لغة إسبرانتو لغة طبيعية بعد أن تبناها بعض الناس وبدؤوا يتحدثون بها مع أطفالهم حيث اكتسب الأطفال اللغة بصورة طبيعية.
- استخدام لغة خيالية في مؤلفات أدبية تعرض الشعوب أو الكائنات الخيالية. ومن أشهر اللغات الممنهجة لهذه الغاية هي اللغات التي اخترعها الأديب البريطاني ج. ر. ر. توكين ضمن كتابة رواية سيد الخواتم، واللغة الكلينغونية التي اخترعها مارك أوكرند من أجل أستوديوهات بارماونت لتستخدم في أفلام ستار تريك.
- توفير لغة خاصة للاختبارات اللغوية. ومن أشهر اللغات الممنهجة لهذه الغاية هي لغة اللكسيغرامات التي اخترعها باحثون في جامعة جورجيا الأمريكية لتستخدم في اختبار لغوي حاولوا فيه تعليم أقراد بونوبو التكلم. البونوبو لا تستطيع لفظ لغة طبيعية صوتية لأن شكل حنقهم لا تمكنهم من لفظ معظم الأصوات البشرية. لذلك اخترع الباحثون لغة خاصة تشابه لغة طبيعية باستثناء اللفظ، وبدلا منه تشير البونبو بأصابيعها إلى كلمات اللغة عن طريق لوحة مفاتيح. في اختبارات مماثلة أخرى مع قردة عليا استخدم الباحثون لغة الإشارات الأمريكية وهي لغة طبيعية.

## لغات للاستعمال الدولي
- إسبرانتو
- إنترلينغوا
- إدو
- فولابيك
- نوفيال

## لغات خيالية
- كلينغونية
- كينيا
- سيندارين
- لغة دوثراكية
- لغة فاليرية

## لغات مصطنعة ذات صلة بالعربية
- لجبن
- باليبلن
- أفرهيلي
- دنيا بهاسا
- لينغوا دي بلانيتا [الإسبرانتو]
- أميركس [الإنجليزية]
- أردانو[2]
- زومام[3]
- ديلاسون[4]
- سيميتي[5]